# Újezd u Tišnova (hrad)
Hrad Újezd u Tišnova se nacházel na severozápadním okraji obce Újezd u Tišnova v okrese Brno-venkov.
Jednalo se o drobné šlechtické sídlo, archeologický průzkum datuje hlavní budovu do konce 13. století. V roce 1350 hrádek drželi Lovek a Hereš z Újezda, přičemž potomci těchto bratrů sídlili v Újezdě do roku 1469. Samotný hrádek podle archeologických průzkumů však zanikl dobrovolným opuštěním na přelomu 14. a 15. století, takže majitelé panství si buď ve vsi zřídili nové sídlo, nebo se přestěhovali do dvora v Lubném.
Hrádek se nacházel na úzkém hřebeni, ze západu i z východu byl chráněn příkopy. Ve východní části jádra stála obytná věž (nebo věžovitý palác), která byla hlavní stavbou celého sídla. Na ploše nádvoří byly archeologicky zjištěny objekty hospodářského zázemí hrádku (kuchyně, kovárna, čeledník). Jádro sídla z východní strany obepíná dřevohlinité opevnění, na jižní a západní straně již stála mladší hradební zeď (ze 14. století), která původní opevnění postupně nahrazovala. Na severní straně opevnění zmizelo.